# Пантелеймон (Бащук)
Архієпископ Пантелеймон (в миру Віктор Романович Бащук; нар. 14 січня 1961 року, смт. Білогір'я, Хмельницька область, УРСР) — архієрей УПЦ МП, архієпископ Бучанський, вікарій Київської єпархії. Іменини — 27 липня (9 серпня).
Громадянин Росії.

## Біографія
Народився 14 січня 1961 року в селищі міського типу Білогір'я Хмельницької області в родині робітників.
1980 року закінчив Хмельницький кооперативний технікум.
У 1980–1982 роках служив у лавах Радянської Армії у місті Москві.
1984 року вступив до Московської духовної семінарії.
1985 року був прийнятий у братство Троїце-Сергієвої Лаври.
5 січня 1986 року намісником Троїце-Сергієвої Лаври архімандритом Олексієм (Кутєповим) був пострижений у чернецтво з ім'ям Пантелеймон на честь великомученика Пантелеймона Цілителя.
9 березня 1986 року в Успенському соборі міста Володимира, архієпископом Володимирським Серапіоном висвячений у сан ієродиякона.
1988 року був направлений до Російську духовну місію в Єрусалимі.
28 липня 1988 року в Троїцькому соборі Місії митрополитом Мінським Філаретом був висвячений у сан ієромонаха.
З 1988 по 1992 навчався у Московській духовній академії.
1990 року був звільнений від послуху в Єрусалимської місії та направлений до братство Троїце-Сергієвої Лаври.
У тому ж 1990 році був з благословення патріарха Пимена переведений у братство Свято-Данилова монастиря міста Москви.
29 березня 1990 року з благословення патріарха Пімена у Троїцькому соборі Свято-Данилова монастиря зведений в сан ігумена.
З 1 квітня 1990 року по травень 1991 року ніс послух наглядача Патріаршої резиденції у Свято-Даниловому монастирі.
З 1 червня 1991 року по 5 березня 1996 року ніс послух ризничого Свято-Данилова монастиря.
З 5 березня 1996 року згідно з резолюцією патріарха Московського та всієї Русі Алексія II відрахований з числа братії Свято-Данилова монастиря у зв'язку з направленням до Києво-Печерської Лаври із зарахуванням у братію Лаври.
13 квітня 1996 року в Трапезному храмі на честь преподобних Антонія та Феодосія Печерських Свято-Успенської Києво-Печерської Лаври митрополитом Київським та всієї України Володимиром отець Пантелеймон був зведений в сан архімандрита.
14 травня 1996 року призначений виконуючим обов'язки скарбника Лаври.
12 вересня 1996 року рішенням Священного синоду Української Православної Церкви московського патріархату призначений намісником Глинської чоловічої пустені.
13 вересня 1996 року в Трапезному храмі Києво-Печерської лаври за Божественною Літургією митрополит Київський Володимир вручив йому настоятельскій жезл.
24 грудня 2000 року в Трапезному храмі Києво-Печерської Лаври за Божественною Літургією була здійснена архієрейська хіротонія архімандрита Пантелеймона в єпископа Васильківського, вікарія Київської митрополії, із залишенням на посаді намісника ставропігійному Глинської Різдва Пресвятої Богородиці пустені.
10 листопада 2005 року рішенням Священного синоду Української Православної Церкви московського патріархату звільнений від колишніх посад та призначений єпископом Шаргородським, вікарієм Вінницької єпархії.
31 травня 2007 року до одужання митрополита Вінницького Макарія призначений тимчасово керуючим Вінницькою єпархією.
10 червня 2007 року призначений керуючим новоствореною самостійною Сєвєродонецькою єпархією.
27 липня 2007 року був переведений на новостворену Олександрійську кафедру.
11 листопада 2008 року переведений на Уманську кафедру.
9 липня 2011 року зведений в сан архієпископа.
У 2013 році Пантелеймон став власником автомобіля Volkswagen Touareg (2013 р.в.), а 2014 року — автомобіля Volkswagen Caravelle (2009 р.в.).
У лютому 2019 появилась інформація що він купив квартиру на у прибережному районі Березняки у Києві за понад 4 млн грн.
31 жовтня 2024 в числі 16 (із 52) правлячих і 15 (із 58) вікарних архієреїв УПЦ МП підписав заяву, в якій засудив анексію Російською Православною церквою Донецької єпархії, зняття її керівника митрополита Іларіона і заміни на росіянина, уродженця Рязанської області Росії, архієрея з Далекого Сходу.

## Нагороди

### Ордена РПЦ
- Орден святого преподобного Серафіма Саровського II ступеня (2011 рік)[13]
- Орден святого рівноапостольного великого князя Володимира III ступеня

### Ордена УПЦ МП
- Орден преподобного Нестора Літописця
- Ювілейний орден «Різдво Христове — 2000» I ступеня